# Dovhe, Drohobîci
Dovhe (în ucraineană Довге) este o comună în raionul Drohobîci, regiunea Liov, Ucraina, formată numai din satul de reședință.

## Demografie
Componența lingvistică a comunei Dovhe
     Ucraineană (99,84%)
Conform recensământului din 2001, majoritatea populației comunei Dovhe era vorbitoare de ucraineană (99,84%), existând în minoritate și vorbitori de alte limbi.